# 第4屆金曲獎
第4屆金曲獎由行政院新聞局於1992年主辦，共設18獎項，和第3屆相同。本屆報名件數共597件，入圍名單於10月17日公布，其中五位入圍者因身份不合報名規定遭取消入圍資格，為金曲獎首見。最終於11月21日在台北國父紀念館舉行頒獎典禮，典禮實況由華視錄影播出。

## 入圍資格取消
本屆入圍名單於10月17日公布，成龍、梁雁翎入圍新人獎，但新聞局受理報名時未調查身分資格，兩人不符一年在台居住天數應達半年（182天半）的參賽規定，之後被取消入圍。 新聞局後續清查個人獎項入圍者的資格，最終確認五位入圍者，因不具中華民國國籍、或在台居住時間不合規定，而取消其入圍資格。 其中最佳方言歌曲女演唱人獎入圍者陳芬蘭失格，使該獎項僅剩陳小雲一人入圍，因規則明定得獎者不會有從缺情形，陳小雲因此篤定獲獎。 新聞局廣播電視事業處則於隔年修訂《金曲獎獎勵要點暨報名須知》，放寬個人獎項報名者的資格規定，未在台灣住滿半年者仍可報名。

## 頒獎典禮
頒獎典禮於11月21日晚間7點30分在國父紀念館舉行，實況於10時30分起由華視播出，典禮交由曹啟泰、杜玟主持。
本屆金曲獎邀請到崔苔菁、鍾鎮濤、周華健、周治平、方笛、百合二重唱、詹森雄、洪一峰、潘越雲、黃霑、陸小芬、陶大偉與新聞局局長胡志強作為頒獎人。 表演節目包括方文琳、陳明真、金玉嵐「懷念金曲」演唱，林志穎、吳奇隆、蘇有朋、金城武「勁歌勁舞」，張清郎、簡文秀「民謠之旅」及榮星兒童合唱團演唱。

## 入圍暨得獎名單
以 表示得獎者。

### 特別獎
撤銷資格
| 成龍                 | 最佳新人               |
| 梁雁翎               | 新人獎                 |
| 陳芬蘭               | 最佳方言歌曲女演唱人獎 |
| 張慶輝               | 最佳編曲人獎           |
| 紀利男               | 最佳演唱專輯製作人獎   |
| 紀利男               | （作品《陳芬蘭專集》、 |
| 《楊三郎台灣民謠》） |                        |

## 外部連結
- 第4屆金曲獎入圍名單 Archive.today的存檔，存档日期2018-11-24，文化部影視及流行音樂產業局.1993-01-02
- 第4屆金曲獎得獎名單 Archive.today的存檔，存档日期2018-11-24，文化部影視及流行音樂產業局.1993-01-02